# Mayanca
Mayanca (llamada oficialmente San Cosme de Maianca) es una parroquia y un lugar español del municipio de Oleiros, en la provincia de La Coruña, Galicia.

## Entidades de población
Entidades de población que forman parte de la parroquia:
- A Besta
- A Concheira
- A Costa de Santa Ana
- A Fieiteira
- A Lagoa
- A Xentiña
- Broño
- Cabreira, formado por la unión de las aldeas de:
  - Cabreira
  - Canide
- Chancela
- Coído
- Maianca
- Mera
- O Cantón
- O Outeiro
- O Salgueiral
- Río do Campo

## Demografía

### Parroquia
| Gráfica de evolución demográfica de Mayanca (parroquia) entre 2000 y 2018 |
|                                                                           |
| Datos según el nomenclátor publicado por el INE.                          |

### Lugar
| Gráfica de evolución demográfica de Maianca (lugar) entre 2000 y 2018 |
|                                                                       |
| Datos según el nomenclátor publicado por el INE.                      |